# Sonax
Die Sonax GmbH (Eigenschreibweise SONAX) ist ein deutsches Unternehmen mit Sitz in Neuburg an der Donau, welches chemische Produkte und Dienstleistungen rund um die Autopflege unter dieser Marke herstellt und vertreibt. In Deutschland und Österreich ist das Unternehmen Marktführer der Branche. Eine weitere Niederlassung befindet sich in Österreich. Sonax-Produkte sind weltweit in über 110 Ländern vertreten.

## Unternehmensgruppe

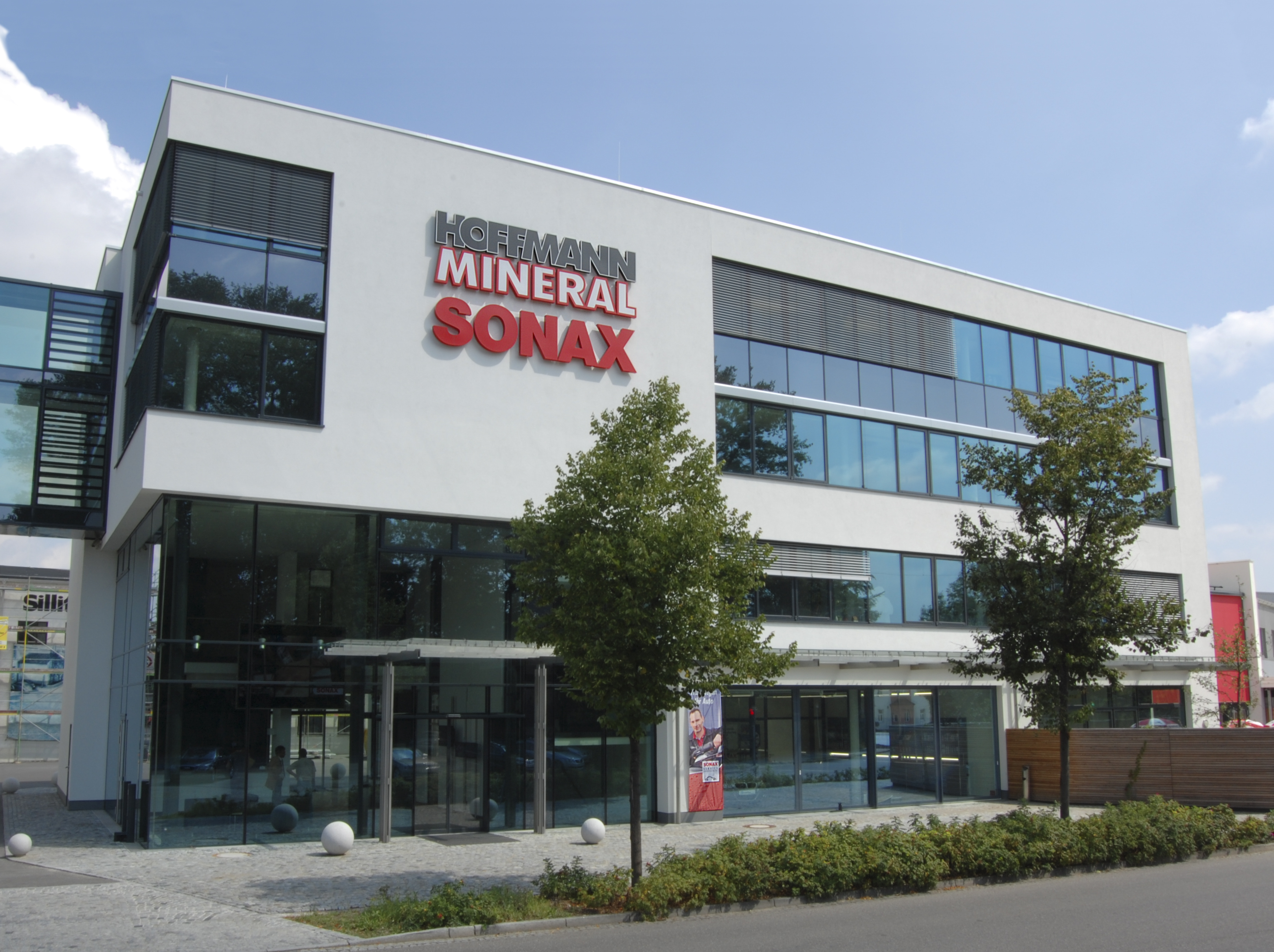
Sonax-Unternehmenssitz in Neuburg an der Donau

Das Unternehmen Sonax gehört zur Unternehmensgruppe Hoffmann. Diese ist ein Zusammenschluss einzelner, eigenständiger Unternehmen, die unter Geschäftsleitungskreis, Beirat und Gesellschaftern der Gruppe vereint sind. Geschäftsführer und Inhaber der Unternehmensgruppe ist Manfred Hoffmann. Zur Unternehmensgruppe gehören auch die Firmen Hoffmann Mineral. und die Duro Druck GmbH.

## Geschichte

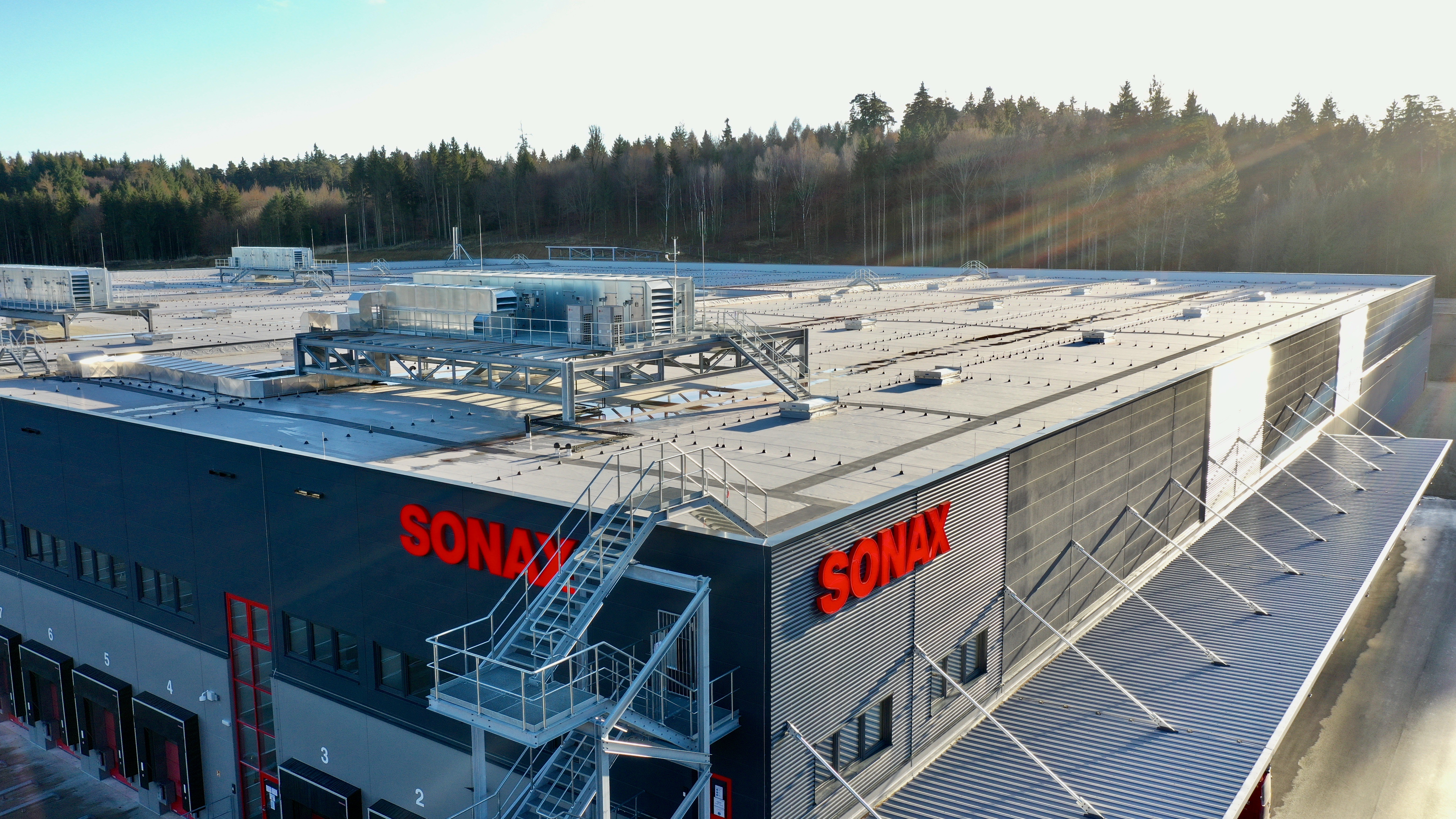
Sonax-Logistikzentrum in Oberhausen bei Neuburg

Seit 1903 baute die Firma Hoffmann Mineral GmbH die Neuburger Kieselerde ab. Diese war Bestandteil in zahlreichen Haushaltspolituren. Nach dem Zweiten Weltkrieg entwickelten die Chemiker des Unternehmens zunächst ein Silberputzmittel unter der Marke „Sona“, von dem später die Auto-Politur abgeleitet wurde. Das „X“ kam dann von der Bezeichnung „Wachs(x)“ in den Firmennamen Sonax. Erst nach und nach kamen weitere Automobil-Pflege-Produkte hinzu. Nicht alles war von Anfang an ein Erfolg: So wurde ein Enteisungs-Mittel kreiert, das anfangs in Glasflaschen angeboten wurde. Bei Frost fror der Enteiser jedoch ein und sprengte die Glasverpackung.
1983 wurde die Hoffmann Sonax Chemie KG als eigenständiges Unternehmen aus der Franz Hoffmann & Söhne KG, Chemische Fabrik, herausgenommen. Seit Mitte der 1980er Jahre wird die Marke SONAX als Premium-Pflegeprogramm vermarktet.
Das Werk an der Münchener Straße wurde kontinuierlich ausgebaut – zum Beispiel durch ein neues Verwaltungsgebäude mit einem Schulungszentrum. 2012 wurde ein neues Zentrum für Anwendungstechnik der Forschung und Entwicklung in Betrieb genommen. Mit Investitionen im zweistelligen Millionenbereich werden seit 2013 Produktions- und Logistik-Kapazitäten weiter ausgebaut. 2014 wurde ein neuer Gebäudekomplex in Betrieb genommen. 2021 wurde ein neues Logistikzentrum vor den Toren der Stadt Neuburg in Betrieb genommen – bis 2025 werden dort mehr als 60 Millionen Euro in die Erweiterung der Logistik- und Produktionskapazitäten investiert.

## Produktprogramm
Das Programm umfasst Lackpflegeprodukte, Produkte für die manuelle Innen- und Außenreinigung von Fahrzeugen sowie Autopflegeprodukte für die Winterzeit. Außerdem gibt es Spezialprodukte für Industrie und Werkstätten und Produkte für die maschinelle Autopflege in Waschanlagen. Sonax produziert auch Reinigungs- und Pflegeprodukte in der Nutzfahrzeugpflege. Sowie Produkte für die Pflege und Werterhaltung von Fahrrädern, Reisemobilen und Wohnwagen.

## Sponsoring

### Motorsport
Durch langjährige Engagements als Partner zahlreicher Spitzenteams und vieler namhafter Rennfahrer ist die Marke ein Begriff. So repräsentierten Rennfahrer wie Ayrton Senna, Michael Schumacher, Jacques Villeneuve, Heinz-Harald Frentzen und viele Teams in der DTM und in der Formel 1 das Unternehmen. Dazu zählten in der Vergangenheit Teams wie Williams, BAR Honda, McLaren-Mercedes und Infiniti Red Bull Racing.
Sonax unterstützte auch das Team Hoonigan Racing Division von und mit dem verunglückten Ken Block sowie seinen Teamkollegen Andreas Bakkerud in der FIA World Rallycross Championship. Neben dem Hauptsponsoring hat sich Sonax mit persönlichen Sponsorings im Porsche Supercup bei Piotr Parys sowie in der Formel E bei Daniel Abt engagiert. In der DTM-Saison 2023 hat sich Sonax als Partner des Teams Abt Sportsline präsentiert.

### Oldtimer

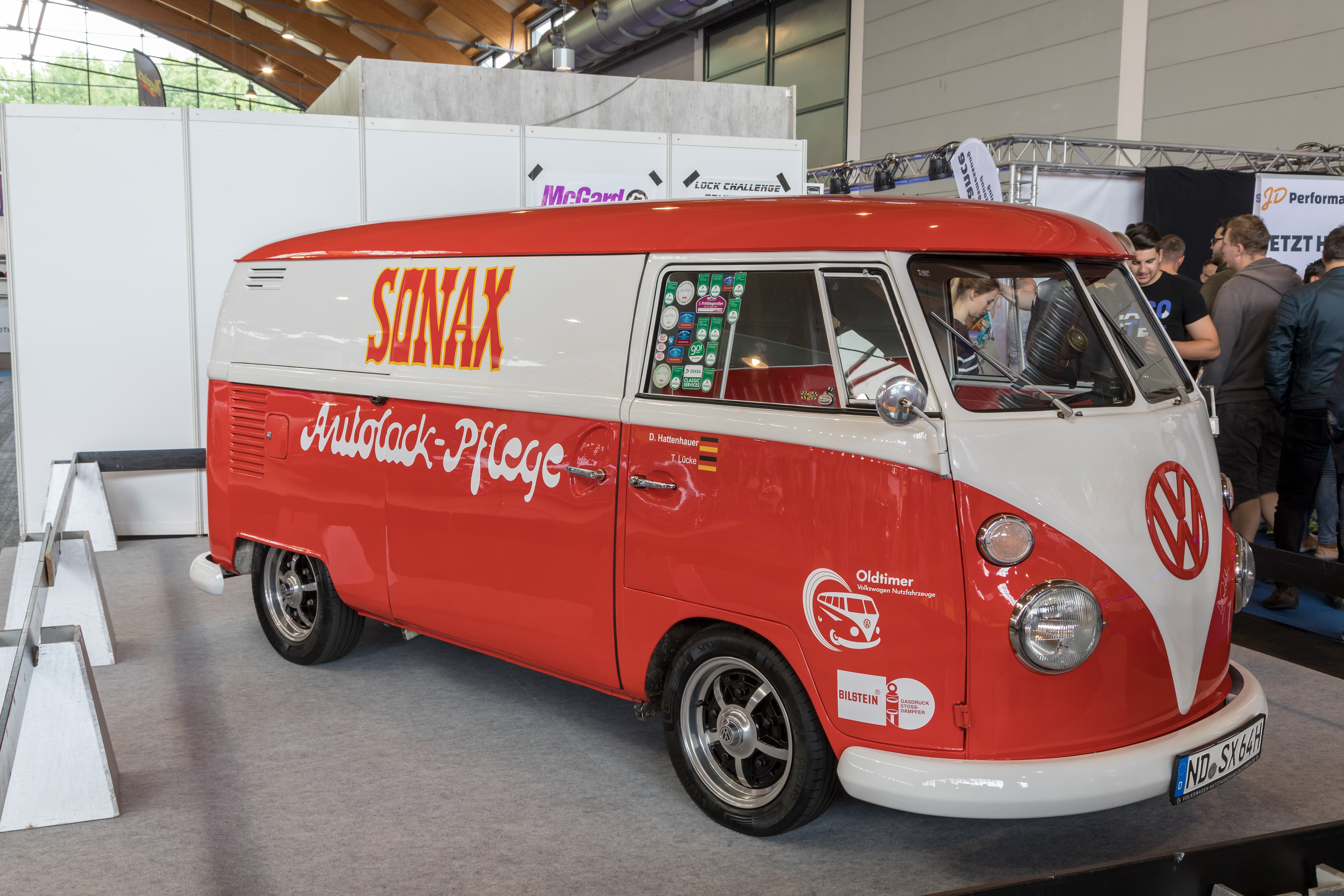
Volkswagen T1 mit Sonax Beschriftung im Retro-Stil

SONAX ist Partner verschiedener Klassikerrallyes wie der Hamburg-Berlin-Klassik, der Bodensee Klassik oder der ADAC Deutschland Klassik. Im Tuningsektor ist die Marke auf den Messen Tuning World Bodensee und Essen Motor Show sowie auf großen Marken-Events wie dem Opel-Treffen Oschersleben oder dem GTI-Treffen am österreichischen Wörthersee vertreten.

## Vertrieb
Sonax vertreibt seine Produkte über Importeure in mehr als 110 Ländern. Der Exportanteil beträgt 43 %. Neben dem historischen Hauptmarkt in Europa sind die Märkte in Asien, USA und Lateinamerika wichtige Wachstumsgebiete. Beliefert werden dabei unterschiedliche Zielgruppen wie Fachhändler, Tankstellen, Großfläche, E-Commerce-Händler und professionelle Fahrzeugaufbereiter.